# Castell de Santa Oliva
El castell de Santa Oliva  o castell del Remei de Santa Oliva és un castell termenat, documentat el 1012. Està situat al cim d'un petit turó, al mig del corredor penedesenc, al nord del municipi del Vendrell i al ben mig del municipi de Santa Oliva (Baix Penedès). Fou construït inicialment com a avançada comtal vers els dominis musulmans, i més enllà del segle xi, es va destinar a usos més civils i menys bel·licosos. Les terres de conreu que l'envolten han propiciat el desenvolupament de la vila del mateix nom. És una obra declarada bé cultural d'interès nacional.

## Descripció
És un important conjunt amb una torre sencera del castell (segle xi), amb finestres romàniques, adossades a l'església de Santa Oliva. És conegut popularment per Castell del Remei. Està format per dues torres laterals que delimiten un cos central de forma rectangular. La torre de l'esquerra i l'estructura central estan rematades per merlets. La torre de l'esquerra, de forma quadrangular, presenta una sèrie d'espitlleres i de finestres de mig punt (romàniques). La de la dreta, de forma rodona i també amb interessants espitlleres, fou decapitada lamentablement per fer-la servir de campanar. Els materials emprats de l'edificació són carreus irregulars.

### Torre

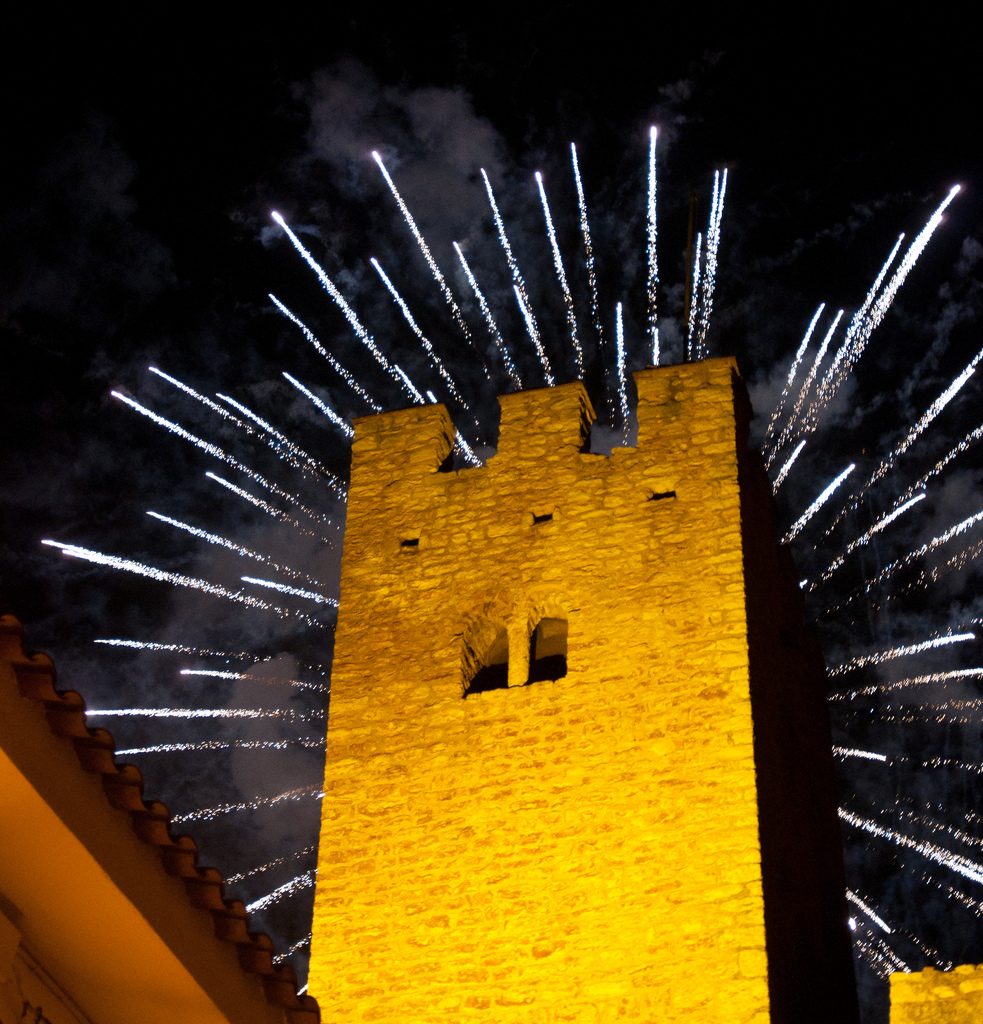
Castell de focs rere la torre

Del castell resten una alta torre de planta rectangular i un recinte que era una antiga sala i que modernament ha estat transformat en capella del Remei. A l'extrem sud-est de la capella hi ha l'absis fortificat de la primitiva capella del castell, molt més petita. La torre té una planta de 380 cm de nord a sud, per 240 cm d'est a oest, i una alçària d'uns 19 m. A la part baixa de l'edifici hi ha un talús de suport d'uns 5 m, i, a la part superior, una barana d'uns 70 cm amb merlets. El mur de la torre té uns 98 cm a la part inferior i uns 80 a la superior.
A l'interior es distingeixen diversos nivells amb espitlleres a la part de baix. A uns 6 m del terra interior hi havia la porta original que s'obria al nord i en aquest mateix nivell s'hi observen tres espitlleres. Més amunt, un altre nivell amb tres fileres de forats separades per un metre aproximadament cada una, per encabir les bigues. Més amunt unes cel·les que podien servir de colomar i per damunt, diverses finestres al nord, sud i est. Quasi al nivell de les finestres comença la volta de mig punt que cobreix la torre on s'endevinen restes de l'encanyissat. Els murs són fets de pedres ben arrenglerades i poc treballades.
La porta d'entrada és rectangular acabada amb una llinda formada per una gran pedra monolítica coberta per un arc de mig punt de descàrrega fet de petites dovelles. Les finestres del nivell superior (80 per 113) són geminades per la cara exterior i d'un sol arc de mig punt per l'interior. El mainell és una columneta de secció rodona, acabada amb un capitell trapezial. La torre és datada al segle xi. La sala del castell es considera posterior.

### Capella

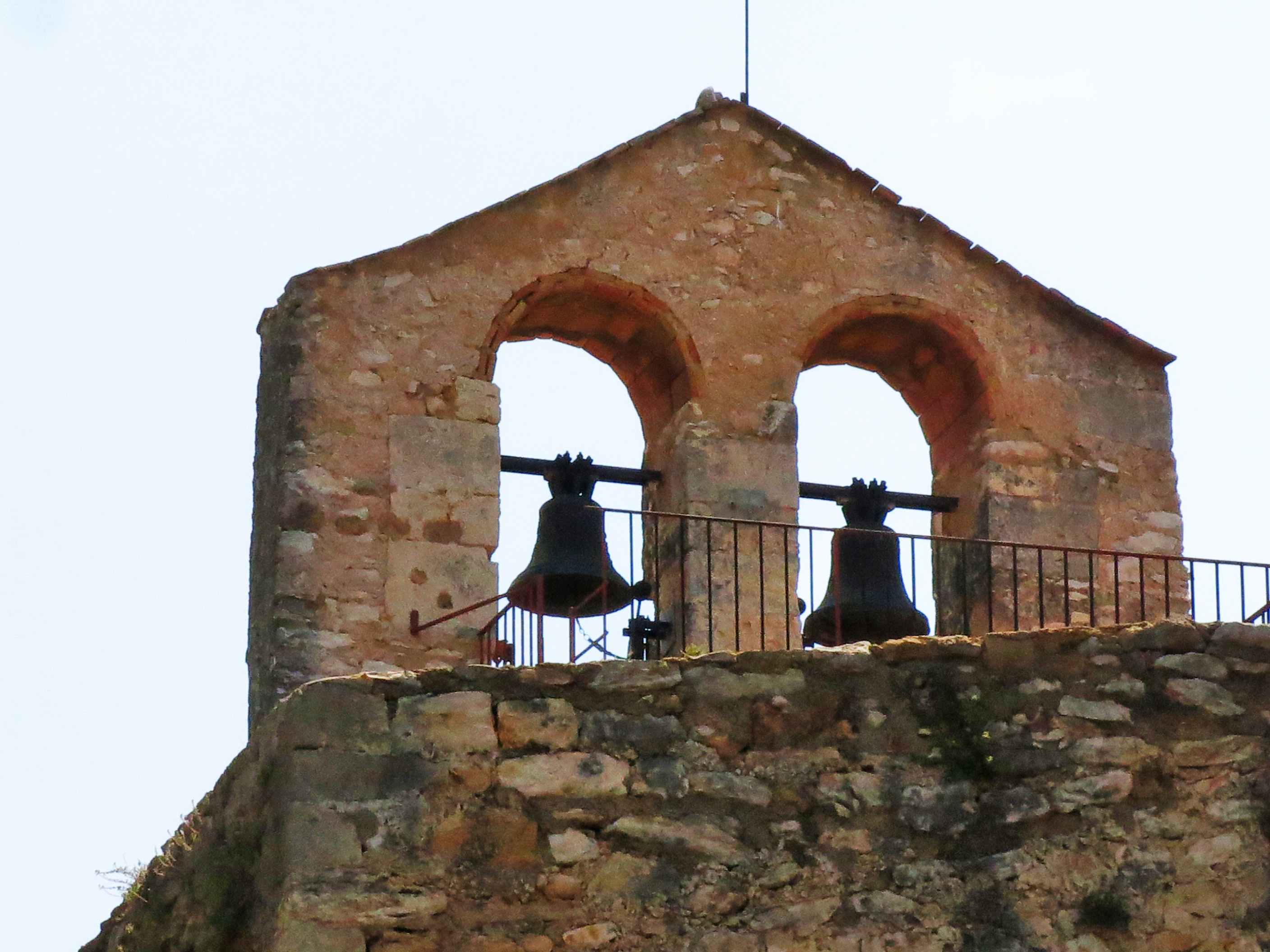
Campanar d'espadanya de l'església

La Capella de la Mare de Déu del Remei, que abans rebia el nom de Sant Julià del Castell de Santa Oliva, està situada dins de l'àmbit del castell amb el que forma un tot harmònic estigué sempre vinculada al monestir de Sant Cugat del Vallès com es comprova en la primera referència documental l'any 938 i les diferents butlles papals dels segles xi i xii; per exemple la de l'any 1098 d'Urbà II o la de Calixt II de 1120. Igual que el castell, fou destruïda per les incursions almoràvits a principi del segle xii. El 1158 el bisbe de Barcelona Guillem de Torroja concedí al monestir de Sant Cugat Sant Julià amb delmes, primícies i ofrenes.
L'església conserva, d'origen, l'absis semicircular que fou sobrealçat per a convertir-lo en torre de defensa damunt dels quals hi ha el campanar de cadireta amb dues obertures de mig punt. La nau fou eixamplada el segle xii i reformada en estil gòtic. La volta és de canó una mica apuntada. A l'absis hi ha tres finestres de doble esqueixada i als laterals de la nau hi ha quatre arcs formers apuntats per columnes. L'església ha sofert moltes modificacions al llarg dels segles que n'han desvirtuat la forma original. La portalada, situada a migdia, fou refeta l'any 1610.

## Història
La reconquesta de les terres situades a l'oest del riu Llobregat es va fer de forma progressiva. Sorgiren una sèrie de fronteres de la Marca barcelonesa, les quals eren defensades mitjançant un castell. Es creu que el castell de Santa Oliva formà part d'aquesta frontera a finals del segle x o principis del segle xi. El lloc ja s'esmenta l'any 938 en un precepte atorgat per Lluís el d'Ultramar al monestir de Sant Cugat del Vallès confirmant les seves possessions. Al principi del segle xi l'abat del monestir va concedir al noble Isimbert el castell i l'església per al repoblament, conreu i defensa d'un territori que devia estar molt despoblat. El 1045, Ramon Isimbert donà a dos matrimonis un alou del terme del castell de Santa Oliva perquè hi erigissin una torre de pedra i calç. Isimbert i els seus fills apareixen ben documentats des del segle xii i segurament foren l'origen del llinatge Santa Oliva on apareixen com a propietaris però sota la senyoria del monestir.
L'any 1012 el castell fou atacat per les ràtzies dels almoràvits. En conseqüència, es portà a terme la batalla de Còrdova. Després s'inicià un període de pau que va permetre la repoblació de la zona. La primera vegada en la qual es fa menció del castell (Castrum Santa Olivae) és l'any 1045. durant tot el segle xii trobem documents que ens parlen del castell.
D'aquest període es coneixen Pere de Santa Oliva, sots-castlà del castell d'Eramprunyà el 1143, Berenguer de Santa Oliva, abat del monestir de Sant Cugat (1205). Un germà d'aquest, Bernat de Sant Oliva, litigà amb els monjos de Sant Cugat. El plet fou resolt el 1183 resolent l'atribució de castell i terme a Bernat però sota la senyoria directa del monestir vallesà, condició confirmada per Jaume I el 1234.
El 1243 Saurina de Santa Oliva ven el castell amb el seu terme i pertinences al monestir de Sant Cugat. Durant el segle xiv passà al rei Pere el Cerimoniós. En el segle xvii era de nou propietat de l'abat de Sant Cugat, el qual fou propietari fins al segle xix. L'interior de l'església va ser restaurat el 1984.